# Spettro rosso

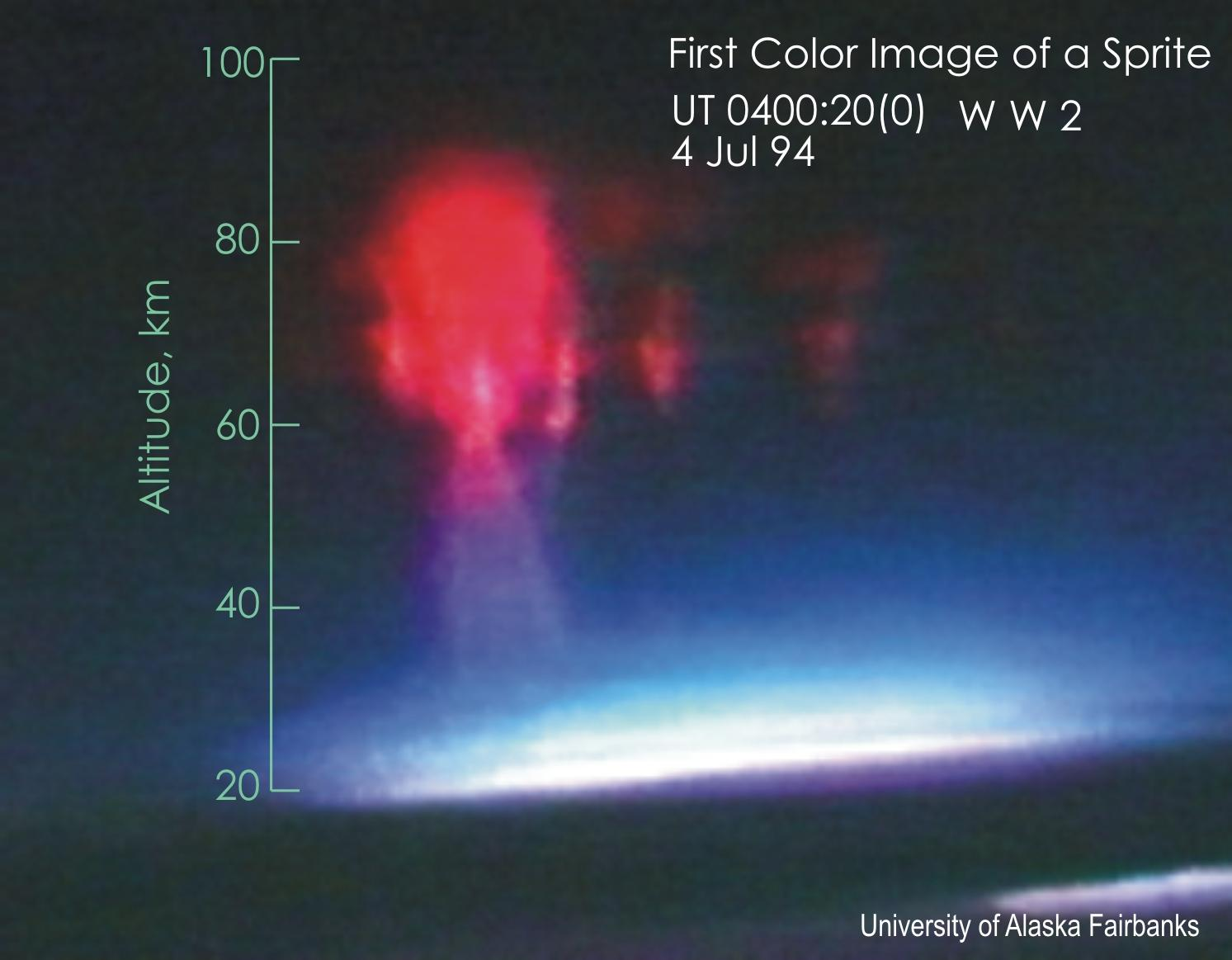
Spettro rosso fotografato dalla University of Alaska Fairbanks

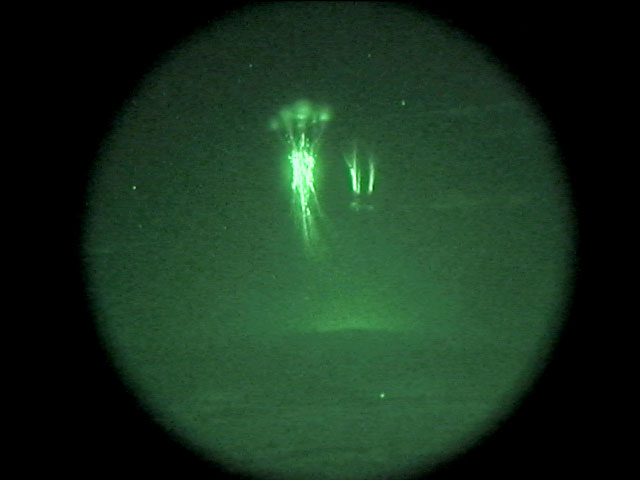
Spettri rossi fotografati in Kansas il 10 agosto 2000, rappresentati in falsi colori

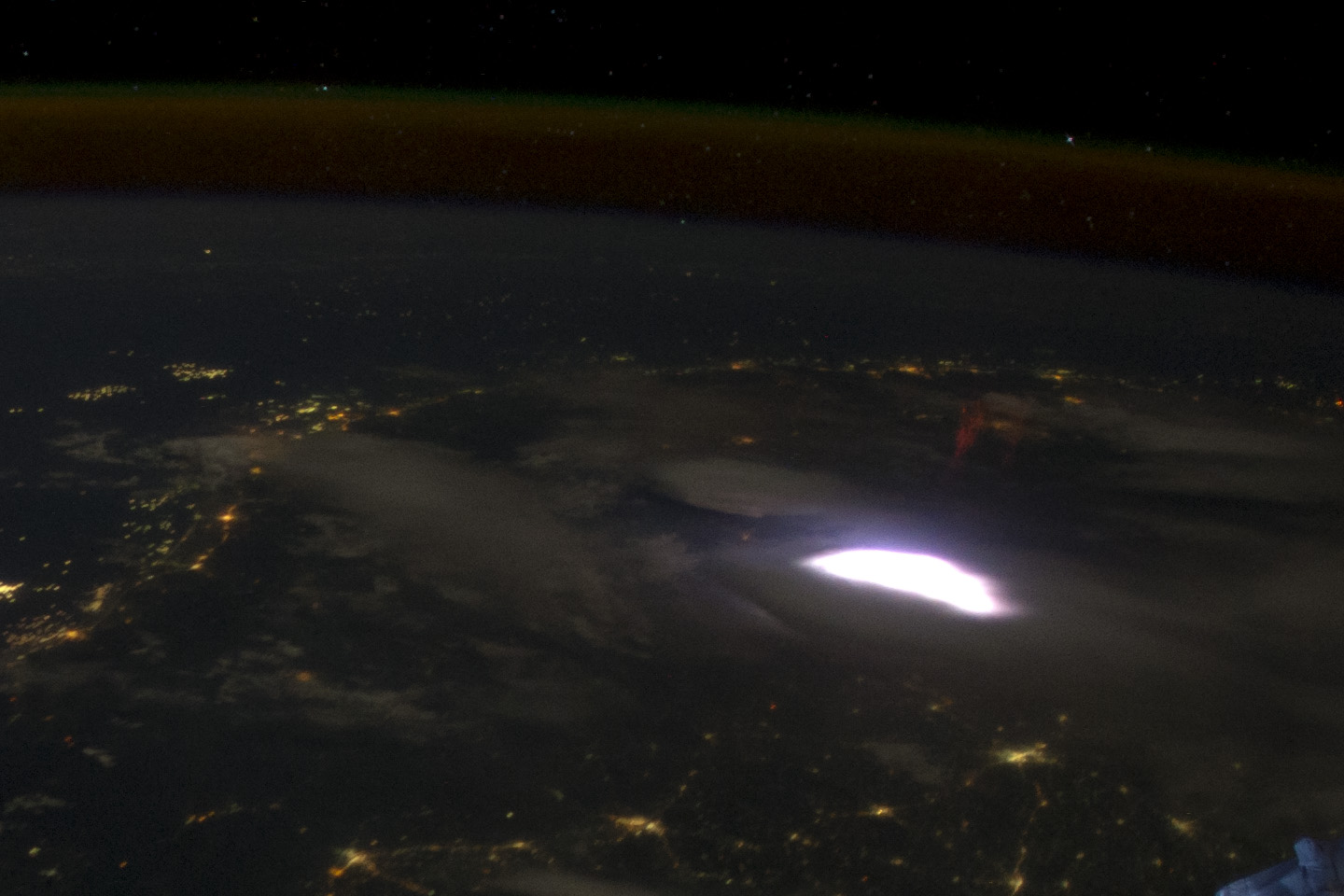
Spettro rosso fotografato dalla ISS

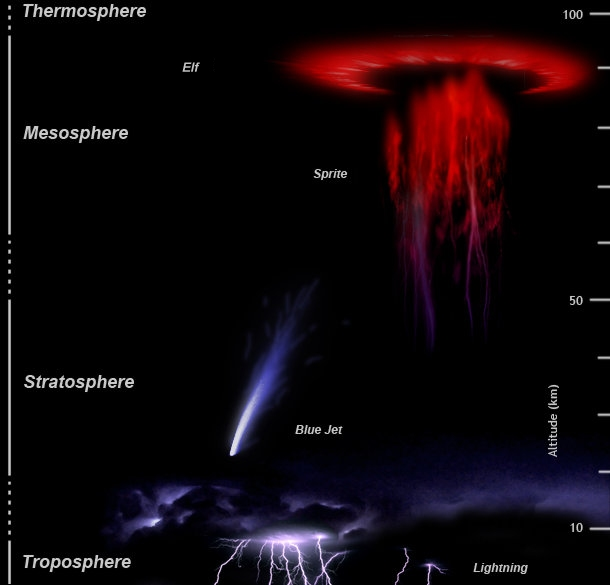
Infografica relativa ai Transient Luminous Event (TLE)

Lo spettro rosso (in inglese red sprite, spiritello rosso/folletto rosso, o anche semplicemente sprite) è un fenomeno elettrico atmosferico ancora poco studiato. Si manifesta negli strati alti dell'atmosfera, anche fino a 80 km di quota, più precisamente al di sopra di fenomeni temporaleschi, di regola associato alla ionizzazione dell'aria. Sono difficilmente osservabili a occhio nudo a causa della loro brevissima durata (pochi millisecondi).

## Storia
Durante il XX secolo, si sono iniziati ad avere avvistamenti di "lampi rossi" al di sopra di tempeste di fulmini, sia da parte di osservatori a terra, che da parte di piloti d'aereo. Il primo spettro rosso ad essere stato immortalato risale al 6 luglio 1989 durante la calibrazione di una fotocamera specifica per luce bassissima. L'ultimo fenomeno è stato catturato dall'osservazione diretta di un forte temporale dall'astronauta Nichole Ayers presso la stazione spaziale nel luglio del 2025.

## Caratteristiche
Al pari dei fulmini, gli spettri rossi sono delle scariche elettriche. Mentre i fulmini scaricano a terra l'elettricità statica partendo da una massa di materia satura, gli spettri rossi la scaricano da una massa posta sopra a quella stessa che ha originato il fulmine, e verso essa; gli spettri rossi si verificano quindi quando la scarica di un fulmine a terra "libera" una massa di materia e la rende essa stessa "recettiva", da cui si verifica un afflusso di elettricità verso essa dalla massa sovrastante, in forma appunto di "spettro rosso".
Gli spettri rossi, in genere, hanno durata inferiore ai dieci millesimi di secondo e si manifestano in corrispondenza di fulmini con elevate intensità di corrente elettrica.
La differente forma dei getti blu e degli spettri rossi rispetto ai fulmini, pur essendo lo stesso fenomeno (scarica elettrica), è dovuta alla diversa composizione, densità, e temperatura della materia attraversata. Studi consecutivi sulla struttura degli spettri rossi hanno mostrato che questi non consistono in una semplice emissione di luce diffusa, piuttosto mostrano ramificazioni filamentose che si sono dimostrate sempre più fini e che fanno pensare ad un fenomeno strutturato fin su scala molto piccola. La loro colorazione, tipicamente rosso-blu, è dovuta alla forte presenza nell'atmosfera terrestre del gas azoto; avvicinandosi al terreno, la pressione atmosferica aumenta a causa della gravità e con essa la concentrazione del gas nell'aria. Ciò spiega la graduale variazione di colore degli sprite in funzione della quota, che dal rosso passa al viola e poi al blu in prossimità della troposfera. Secondo alcune osservazioni effettuate la colorazione blu è la prima ad apparire e anche la più breve (circa 100 µs), mentre quella rossa si protrae quasi per l'intera durata del fenomeno.
Gli spettri rossi si originano ad una quota di circa 70 km e si estendono sia verso il basso che verso l'alto. Si stima che l'energia totale irradiata da un singolo spettro rosso vari tra 250 MJ e 1 GJ; di questa energia solo una piccola parte viene irradiata nel visibile, per una quantità variabile tra 12 e 60 kJ.

## Ricerche e domande
Gli scienziati hanno già installato molte telecamere su montagne ad alta quota nella speranza di immortalare gli spettri rossi.

Con la costruzione della nuova Stazione spaziale internazionale si potranno condurre ricerche più approfondite su questi fenomeni, con la speranza di dare risposta alle molte questioni ancora irrisolte. Ad esempio: 
- gli spettri rossi possono influenzare lo strato di ozono e il nostro clima?
- gli spettri rossi nascono da interazioni tra le attività nella troposfera e fenomeni ionosferici?
- è vero che gli spettri rossi sono aloni dei cosiddetti Elves[4], che sono emissioni di luce e dei TIPP (Trans-ionospheric Pulse Pairs, che sono coppie di impulsi elettromagnetici)?

### Terrestrial Gamma Ray Flash
Quando, negli anni novanta del XX secolo, è stato scoperto l'inaspettato fenomeno dei Terrestrial Gamma Ray Flash (i lampi gamma di origine terrestre), gli sprite erano stati inizialmente presi in considerazione come possibile causa all'origine del fenomeno. In seguito, però, l'ipotesi è stata scartata.